# 伊普斯威奇

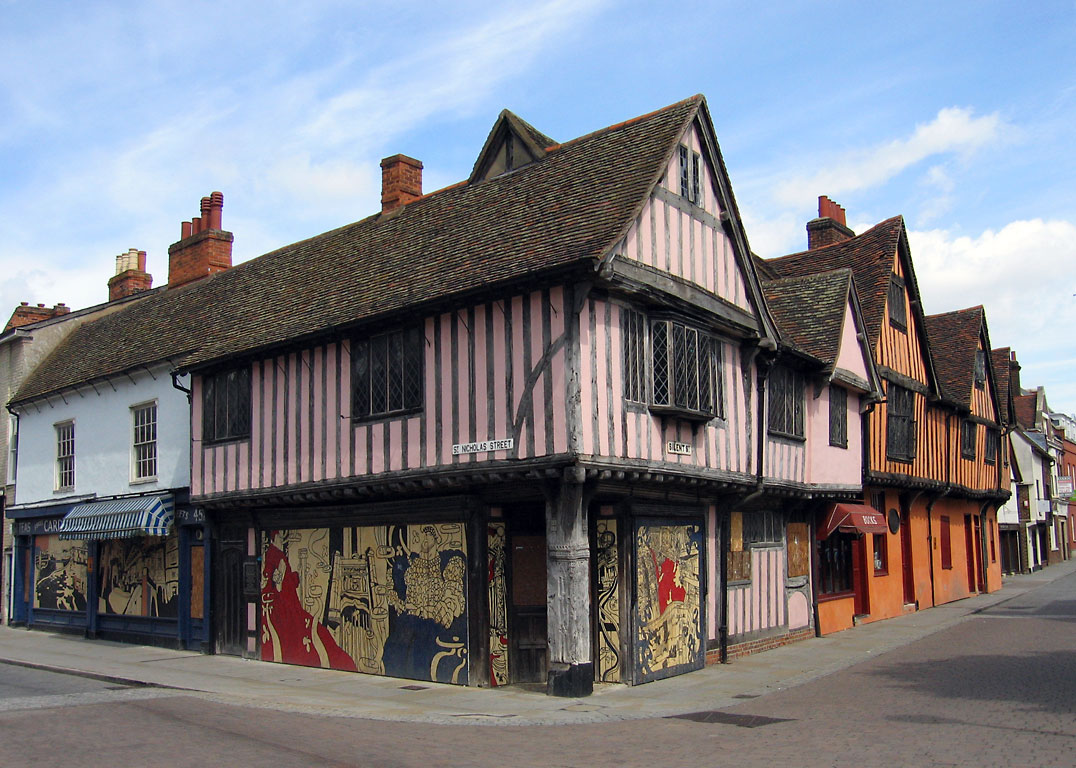
聖尼古拉斯街上的木建築

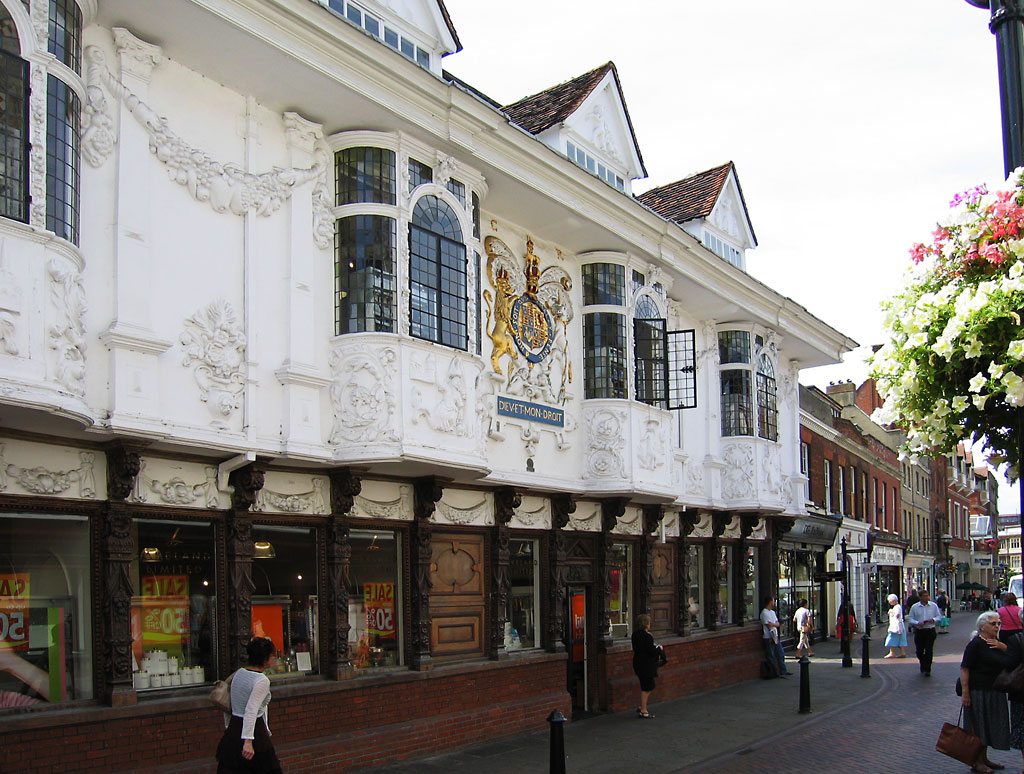
塗上灰泥的古代大樓

伊普斯威奇（英語：Ipswich，發音：i/ˈɪpswɪtʃ/）是英國東部沙福郡的一個鎮，也是该郡郡治，位於奥韦尔河（River Orwell）河口。伊普斯威奇在盎格魯-撒克遜時期已經形成一個城鎮的規模，是倫敦通往約克道路上的要塞。倫敦去葉士域治只需要大約一小時。畫家托馬斯·庚斯博羅曾在伊普斯威奇生活和工作。狄更斯也在小說中提到過伊普斯威奇。諾曼·福斯特設計的韋萊費伯大樓（Willis Building）也位在這裡。
伊普斯威奇城鎮人口非常稠密，根據2001年人口統計，市區人口有138,718人，佔葉士域治選區內總人口的85%。該城鎮歷史悠久，在羅馬帝國時期是通往郊外城鎮的要道，途徑奥韦尔河與吉平河（River Gipping）。

## 體育
葉士域治有一著名的足球隊伍伊普斯維奇鎮足球俱乐部，於1981年奪歐洲足協杯冠軍，亦為英格蘭超級聯賽始創成員

## 友好城市
- 法國 阿拉斯